# エンガ・イブラヒム
エンガ・イブラヒム（英：Ngah Ibrahim、1840年5月28日-1895年2月4日）は19世紀ペラ州のラルート地区（タイピン市）出身のマレー人貴族、首長、地方行政官。父親が興した錫（すず）の採掘事業と共にラルート地区の首長および行政官の地位を継承し、ペラ州内で最も裕福な貴族のひとりであった。ペラ州のスルタンから地方財務大臣（オラン・カヤ・メントゥリ、マレー語：Orang Kaya Mentri）の地位を任命され、英国の海峡植民地政府からスルタンに匹敵する首長（ラルート地区のみ）として認知された人物である。しかしながら、1861年からこの地区で断続的に勃発した内戦（ラルート戦争、〜1873年）を解決できず、海峡植民地政府からの干渉を招いた。1875年のペラ州の内乱（ペラ戦争、〜1876年）の終結時には反乱軍の首謀者として疑われ、他の首謀者数名とともにセイシェル諸島に追放された。

## 錫（スズ）鉱業
エンガ・イブラヒムの父ロング・ジャアファル（英：Long Jaafar）は、ペラ州のラルート地区で錫（すず）の採掘を始めた最初のマレー人事業主であった。地元出身のジャアファルは、経済活動が乏しかった辺境のラルート地区の管理者となり、1850年にペラ州スルタンから同地区の独占的行政権を保証されていた。当初の事業メンバーは数名の華人であったが、彼の鉱区はやがて成功を収め、マレー半島でも最大級の採掘事業へと成長した。
1857年、ジャアファルの子エンガ・イブラヒムにラルート地区の行政権が継承された。継承当時、スルタンの寵愛を受けていたイブラヒムはスルタンの養子となり、次期スルタン候補であるラジャ・アブドゥラの義兄弟となった。イブラヒムはアブドゥラのスルタン継承権に同意することを条件に、ペラ州のスルタンからラルートの行政と経済の全権を任され、さらに地域担当財務大臣（オラン・カヤ・メントゥリ）に任命された。錫（すず）の採掘で大成功すると、イブラヒムは出荷される錫の通行税などを主要な収入源とし、同地域最大の富豪となっていった。

## ラルート戦争
成功の陰でイブラヒムには困難が待ち受けていた。ラルート地区で1861年から1873年まで断続的に起きた紛争により、イブラヒムが行政と治安維持を管理していたラルート地区は無法地帯と化した。紛争の発端はラルートの採掘現場で働いていた多くの華人労働者の内部抗争である。現地ムスリム社会との繋がりや既得権を持たない華人集団は、自衛と利権の確保のために出身地ごとに組織化して強力な統制システムを運用していた（「秘密結社」）。ラルートでは二つの秘密結社（海山と義興）が断続的に衝突し、抗争が激化した。1870年以降、紛争規模が拡大し、1873年までに数万人規模の戦乱となり、イブラヒムの私財も破壊され、現地のマレー人達も犠牲となった。ラルート地域を統制できなくなったイブラヒムは、イギリス領ペナンに避難し、英国の官僚に支援を求めたが、ペナンの英国官吏による休戦提案は不調に終わっている。
1873年3月、海峡植民地政府の総督であったヘンリー・オードが問題解決に乗り出す。オード総督はラルート地区のエング・イブラヒムを唯一の領主と宣言すると同時に、ペナンの警察所長であった英国軍人が指揮する傭兵部隊を派遣するとともにイブラヒムに武器弾薬の独占権を与えた。ペラ州の辺境に生まれた領主の息子がついに海峡植民地政府の総督の信任を受けるほどの権力者となった。

## パンコール条約への道
イブラヒムは内戦状態のラルートで全権と武力支援を与えられたものの、1873年９月から翌年1月にかけての植民地政府内の変化とペラ州皇族による政局の影響で、予期せぬ逆境に直面することになる。
1871年にペラ州の王スルタン・アリが崩御すると、イブラヒムの義兄弟であったラジャ・アブドゥラはペラ州の皇族の間で極めて評判の悪い後継候補であった。そして、当初より継承を約束されていた次期スルタンの座を血縁のない上級官僚であるベンダハラ・イスマイルに奪われた。アブドゥラはラルート戦争の終結に奔走していたが、結果を出せず、ヘンリー・オード総督によるイブラヒム支援の決定により、皇族としての立場をさらに弱体化させた。
一方、ラルートやセランゴールでの内戦の激化や頻発する海賊の襲撃被害を問題視していた英国政府はセランゴール、ペラ、ケダなどのマレー半島の王国政治に干渉してはならないという大原則を見直し始めていた。そして、1873年の8月には、英領インドやセイロンの事例を背景に、マレー半島にもスルタンの内政に関与できる英国人監督官を派遣する政策に転換していた。
英国の政策転換は、先のヘンリー・オード総督の交代として1873年の11月に着任したアンドリュー・クラーク新総督に方針として伝えられていた。英国官僚の間で、激化するマレー半島での騒乱に干渉すべきとの声が高まっていたこともあり、セランゴール州やペラ州に英国の監督官（レジデント）を早急に派遣し、当時のスルタンを制御することが植民地政府の使命となった。
1873年12月、王位継承を危うくしていたラジャ・アブドゥラは、義興の影のスポンサーでありシンガポールの富豪で有力な領事官であった陳金鐘（Tan Kim Ching）通じて新総督のクラークに嘆願する機会を得る。陳金鐘は、当時イブラヒムが支援する「海山」と対立していた華人組織「義興」の支援者であった。
嘆願書には、自分がスルタンとして認められるのであれば、ペラ州を英国の監督下に置き、英国から有能な人物が派遣されることを望むと明示的に記載されていた。
クラーク総督は、この嘆願書に注目した。ラルートの市民戦争と王位継承の問題を解決するという大義名分を使い、英国政府の思惑であるマラヤの諸王国への監督官の派遣を合意させることができると判断した。

## 植民地政府主導の政変

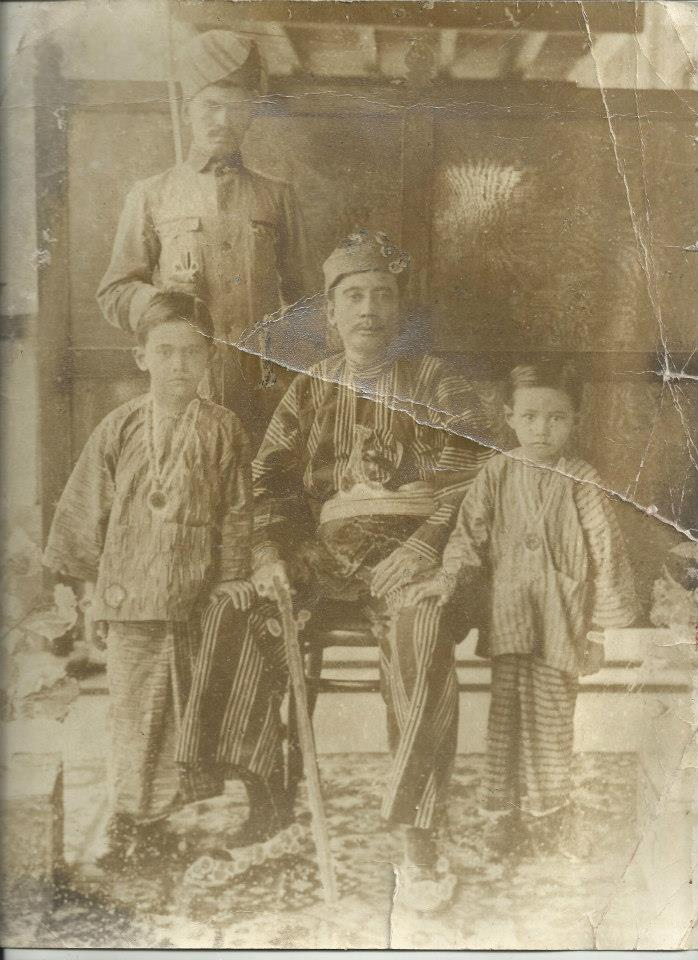
地方財務大臣としてペラ州ラルート地区の行政権を持っていたイブラヒムは、スルタンに匹敵する権限を持ち、海峡植民地政府（英国）の統治者とも意思疎通ができる存在であった。写真にはインドのセポイが衛兵として写っているのでラルート戦争後半かパンコール条約前後のものと思われる。

1874年の1月、クラーク総督はペラ州パンコール島の港に停泊した蒸気船の船上にイブラヒムを含むペラ州の有力者と華人組織の首長を集め、ラルートの内乱に終止符を打つとともに、ラジャ・アブドゥラの王位継承を認めさせ、ペラ州の宮廷への英国監督官を派遣することの合意を取り付けるに至った。
クラーク総督が取りまとめたパンコール条約は、既に継承が決まっていたペラ州イスマイルをスルタンから退かせ、前総督のヘンリー・オードが認めていたエンガ・イブラヒムのラルート地区での独立行政権を覆し、現地で不評であったラジャ・アブドゥラのスルタン継承を認めるという大きな政治改革を合意する条約となった。
総督は前任者であるオードがエンガ・イブラヒムに与えたラルート地区の特権について充分把握していなかった。そのため、イブラヒムに与えられていたスルタンに匹敵する権限は軽視され、条約交渉においても、或るひとつの地域領主としての席順であった。それどころか、条約交渉時のエンガ・イブラヒムはラルート戦争を抑制できなかった領主として酷評され、損害額の弁済を請け負わされた。ラルート領主としての地位だけは確保されたイブラヒムは弁護士を雇って英国議会に提訴しようとしたが、新スルタンとなったアブドゥラの拒否権発動により阻止された。
こうしてアブドゥラとエンガ・イブラヒムの立場は完全に逆転した。

## セイシェル諸島への流刑
監督官の派遣によりペラ州への行政介入を強めたパンコール条約は、ペラ州の皇族や首長達に遺恨を残していた。しかし、監督官の関与についてマレーの宗教と生活習慣に関わる部分を除外することが合意され、ペラ州独自の奴隷制等の既得権は温存されたかに思われた。
1934年初版の英国の歴史書の記録文章には "In the eyes of the Laksamana the one good point about the treaty was that the Resident could not interfere with Malay custom and they could continue to capture and enslave as many aborigines as they liked" とある。（当時の軍属の意見では、この条約の良いところは英国の監督官であってもマレーの生活習慣に干渉できないことであり、その条件がある限り、マレー人は何人でも好きなだけ原住民を捕獲して奴隷化できる。）
しかし、初代の英国監督官のジェームス・W・W・バーチは、奴隷廃止に向けた活動に熱心であり、関税の取り扱いについても合議制を取らず一方的であった。このことでラジャ・アブドゥラを含むペラ州の首長達はバーチに対して強く反発し始めた。1875年11月、首長達はついに刺客を送り込んでバーチを殺害し、兵を集めて英国支配に対して蜂起した。これに対し英国植民地政府は英領インドからの1500人規模の軍を派遣することを決定した。翌1876年に抵抗勢力を制圧するとともに暗殺の首謀者と実行犯を処刑した。　ラルートのエンガ・イブラヒムは暗殺の首謀者であるとは断定されなかった。しかし、植民地政府に対して蜂起を決めた首長達と親密な立場であったことから、彼はラジャ・アブドゥラ等数名とともにセイシェル諸島に追放された。
アブドゥラはスルタンの座を奪われ、エンガ・イブラヒムの行政権も富もその全てが失われた。

## 墓地と墓標
セイシェル諸島に追放されたイブラヒムは、刑期を終えてサラワクに移送され、その後シンガポールに渡り、1895年2月4日に亡くなった。  ほぼ失明した状態で亡くなったとされているが、イブラヒムが埋葬された経緯や詳細は不明である。その埋葬地であるアル・ジュニード墓地については、マレーシアの研究者が論文で言及していた。墓石の特定や墓の存在自体が消息不明であったが、2004年8月に彼の子孫がシンガポールに出向き、2日間の徹底した調査の末、墓石を発見し、墓の存在が確認された。
イブラヒムの亡骸は2006年9月9日、文化・芸術・遺産省、博物館・古物局、国家遺産局、そしてペラ州政府を含むいくつかの歴史研究団体の協力によって母国に帰還した。亡骸はマレーシア海軍（TLDM）の船舶でシンガポールから故郷へ運ばれ、タイピンのマタン・モスク近くにあるコタ・エンガ・イブラヒムに改葬された。

## コタ・エンガ・イブラヒム（歴史博物館）
コタ・エンガ・イブラヒム（マレー語：Kota Ngah Ibrahim）は、タイピンの町から約6km離れたマタンにある歴史的な複合施設である。1870年に建てられ、かつては植民地時代の地元の軍閥の要塞だった。しかし、その後、裁判所、大学、学校として使われ、現在では博物館となっている。第二次世界大戦中は、日本軍の作戦センターとしても使用された。
複合施設の周辺では、かつての要塞の壁や井戸、そしてイブラヒムの墓といった遺構を見学できる。近くには、植民地時代のレジデント補佐官が住んでいた住居を見ることもできる。施設内には、地元文化、錫採掘、内戦、そして独立以前の多岐にわたる歴史的資料を含むラルート地区の歴史に関する工芸品や展示品が収蔵・展示されている。

## 参照記事
- ラルート戦争
- パンコール条約
- Raja Abdullah
- Chung Keng Quee
- ジェームズ・W・W・バーチ